# Mercy Falls
Mercy Falls è un album in studio del gruppo musicale svedese Seventh Wonder, pubblicato nel 2008.

## Tracce
1. A New Beginning – 3:05
2. There and Back – 3:02
3. Welcome to Mercy Falls – 5:11
4. Unbreakable – 7:18
5. Tears for a Father – 1:58
6. A Day Away – 3:43
7. Tears for a Son – 1:42
8. Paradise – 5:46
9. Fall in Line – 6:09
10. Break the Silence – 9:29
11. Hide and Seek – 7:46
12. Destiny Calls – 6:18
13. One Last Goodbye – 4:21
14. Back in Time – 1:14
15. The Black Parade – 6:57

## Formazione
- Tommy Karevik - voce
- Andreas "Kyrt" Söderin - tastiere
- Johan Liefvendahl - chitarra
- Andreas Blomqvist - basso
- Johnny Sandin - batteria
- Jenny Karevik - voce femminile